# Casa Natal de João de Deus
A Casa Natal de João de Deus é um edifício histórico na vila de São Bartolomeu de Messines, no concelho de Silves, em Portugal, e que é identificada como sendo o local de nascimento do pedagogo e poeta João de Deus de Nogueira Ramos. Na mesma vila encontra-se um núcleo museológico também dedicado a João de Deus, denominado de Casa Museu João de Deus.

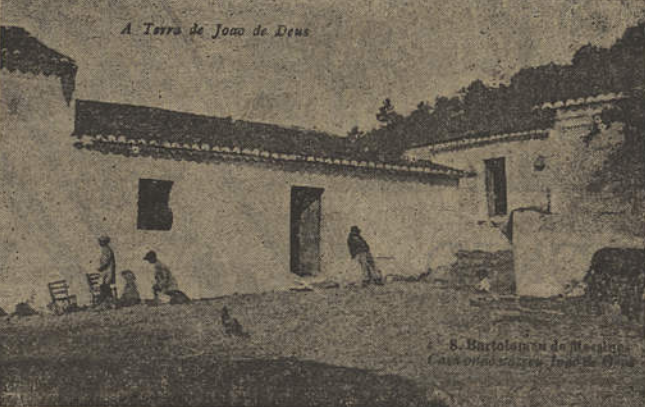
Postal da casa onde nasceu João de Deus, publicado no jornal Voz do Sul em 1946.

## Descrição e história
Foi provavelmente neste edifício que nasceu João de Deus, em 8 de Março de 1830. Em 1841 era formado por cinco casas e um quintal.
Em 1908 surgiu uma polémica sobre a identificação como local de nascimento, tendo sido proposto um outro edifício, junto ao adro da igreja. Porém, os dados recolhidos acabaram por confirmar que o pedagogo tinha nascido nesta casa, e que depois em 1841 mudou-se, em conjunto com os seus pais, para o imóvel junto da igreja.
Na década de 1960, a Junta de Freguesia iniciou o processo para a sua aquisição e reconversão numa biblioteca, tendo neste período sido instalado o pátio e colocadas duas lápides comemorativas. No entanto, só muito posteriormente é que o imóvel foi comprado, pela Câmara Municipal de Silves. Foi classificado como Monumento Imóvel Municipal em 2010.